# Macrozamia longispina
Macrozamia longispina P.I.Forst. & D.L.Jones è una pianta appartenente alla famiglia delle Zamiaceae, endemica dell'Australia.

## Descrizione
È una cicade con fusto sotterraneo, con diametro di 20-30 cm.
Le foglie, pennate, lunghe 1-1,5 m, sono disposte a corona all'apice del fusto e sono rette da un picciolo lungo 40-50 cm; ogni foglia è composta da 24-33 paia di foglioline lanceolate, con margine intero, munite di una spina apicale.
È una specie dioica con esemplari maschili che presentano coni terminali fusiformi, lunghi 8-15 cm, ed esemplari femminili con coni di forma ovoidale lunghi 13-14 cm.
I semi sono grossolanamente ovoidali, ricoperti da un tegumento di colore giallo arancio

## Distribuzione e habitat
La specie è diffusa nel Queensland sud-orientale, in un'unica località a ovest di Gympie, ad altezze comprese tra 200 e 700 m slm.

## Conservazione
La IUCN Red List classifica M. longispina come specie prossima alla minaccia (Near Threatened).

La specie è inserita nella Appendice II della Convention on International Trade of Endangered Species (CITES).